# Municipio de Sherman (condado de Hardin)
El municipio de Sherman (en inglés: Sherman Township) es un municipio ubicado en el condado de Hardin en el estado estadounidense de Iowa. En el año 2010 tenía una población de 738 habitantes y una densidad poblacional de 7,92 personas por km².

## Geografía
El municipio de Sherman se encuentra ubicado en las coordenadas 42°20′23″N 93°24′17″O / 42.33972, -93.40472. Según la Oficina del Censo de los Estados Unidos, el municipio tiene una superficie total de 93.19 km², de la cual 93,19 km² corresponden a tierra firme y (0 %) 0 km² es agua.

## Demografía
Según el censo de 2010, había 738 personas residiendo en el municipio de Sherman. La densidad de población era de 7,92 hab./km². De los 738 habitantes, el municipio de Sherman estaba compuesto por el 96,48 % blancos, el 0,14 % eran amerindios, el 2,98 % eran de otras razas y el 0,41 % eran de una mezcla de razas. Del total de la población el 4,61 % eran hispanos o latinos de cualquier raza.